# Di Yi
En aquest nom xinès, el cognom és Di.
Di Yi (帝乙) o Emperador Yi va ser un rei de la Dinastia Shang de la Xina de 1101 aC a 1076 aC.
El seu nom és Xian (羡). La seva capital era a Yin (殷).
D'acord amb els Annals de bambú, en el tercer any del seu règim, ell ordenà Nanzhong (南仲) de lluitar contra el Bàrbars Kun (昆夷) i construir la Ciutat Shuofang (朔方, a grans trets l'actual Ordos, Mongòlia Interior) enmig del territori dels Kun bàrbars després de guanyar una batalla. També va lluitar contra els Renfang (Di Cosmo, 1999: 908), finalment capturant i sacrificant del seu cap.
| Di Yi Dinastia Shang   |                                        |                     |
| Precedit per: Wen Ding | Rei de la Xina c. 1101 aC – c. 1076 aC | Succeït per: Di Xin |